# 生靈勿進
《生靈勿進》（英語：The Unborn）是一部2009年美國超自然恐怖片，由大衛·S·高耶自編自導，麥可·貝、安德魯·福姆和布萊德·富勒監製，奥黛特·安纳布尔、蓋瑞·歐德曼、梅根·古德、凱姆·吉甘戴、詹姆士·雷瑪、珍·亞歷山大和伊卓瑞斯·艾巴主演。該片於2009年1月9日在美國影院上映。

## 劇情
年輕的女子凱西受到了附鬼折磨，後者企圖利用她的死亡來使自己接管其身軀，這使凱西尋求擅長猶太驅魔的拉比協助。

## 演員
- 奥黛特·安纳布尔 飾 凱西·貝爾登
- 蓋瑞·歐德曼 飾 拉比·約瑟夫·森達克
- 梅根·古德 飾 羅咪·馬歇爾
- 凱姆·吉甘戴 飾 馬克·哈迪根
- 詹姆士·雷瑪 飾 高登·貝爾登
- 簡·亞歷山大 飾 索菲·科茲馬
- 伊卓瑞斯·艾巴 飾 亞瑟·溫德姆
- 卡拉·古奇諾 飾 珍妮特·貝爾登
- 阿蒂庫斯·沙弗爾 飾 馬帝·紐頓
- 埃森·卡柯斯基 飾 巴爾托
- 萊斯·柯羅 飾 謝德斯先生
- 瑞秋·布羅斯納安 飾 莉莎

## 外部連結
- 互联网电影数据库（IMDb）上《生靈勿進》的资料（英文）
- Box Office Mojo上《生靈勿進》的資料（英文）
- 豆瓣电影上《生靈勿進》的資料 （简体中文）
- 爛番茄上《生靈勿進》的資料（英文）
- Metacritic上《生靈勿進》的資料（英文）